# Calamus (Gattung)
Calamus ist mit etwa 516 Arten die artenreichste Pflanzengattung der Familie der Palmengewächse (Arecaceae). Die häufig kletternden Rattanpalmen sind in der Paläotropis in Afrika und Asien verbreitet. Sie ist neben einigen anderen Gattungen der Hauptlieferant von Rattan.

## Beschreibung

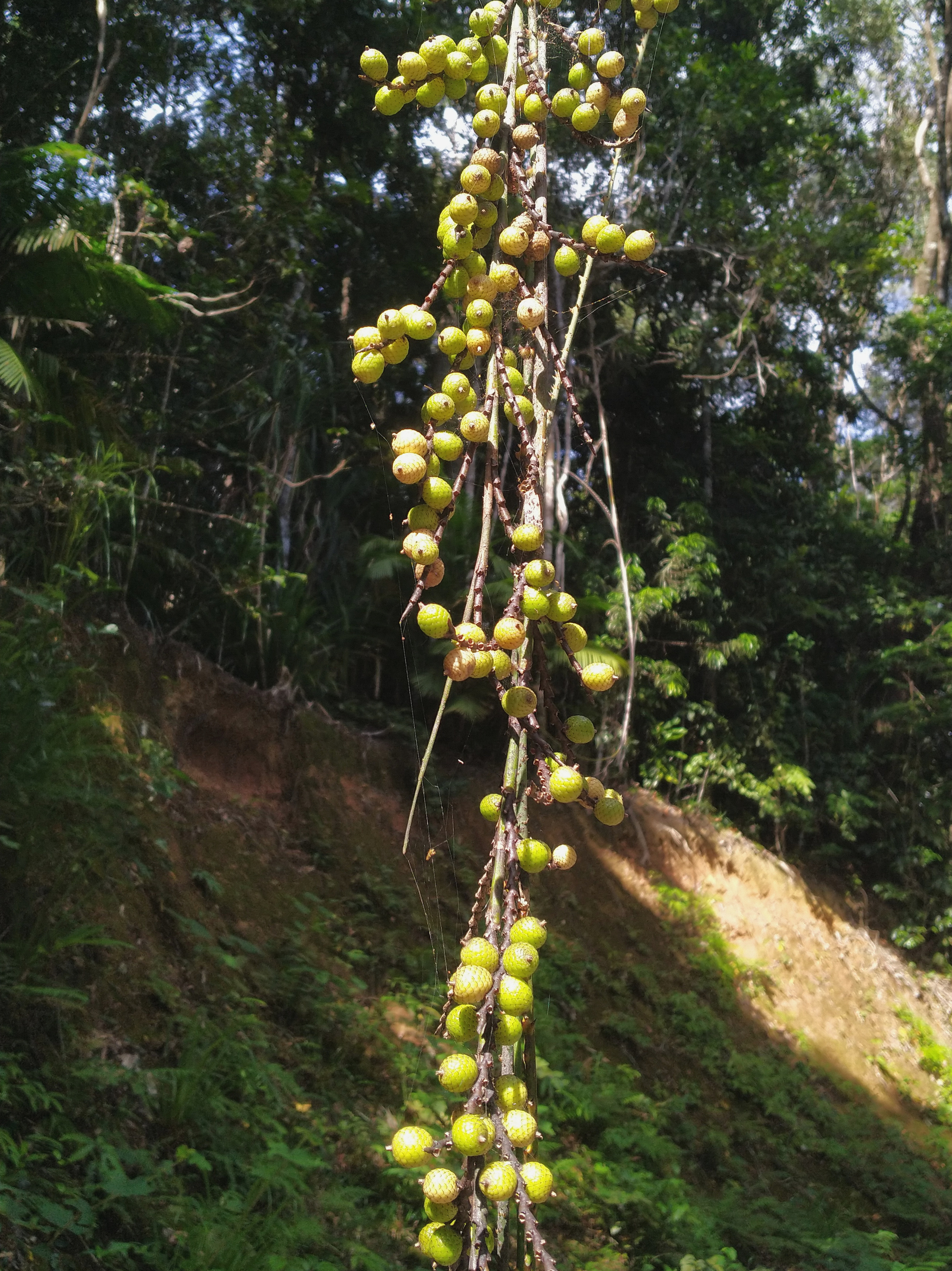
Calamus australis

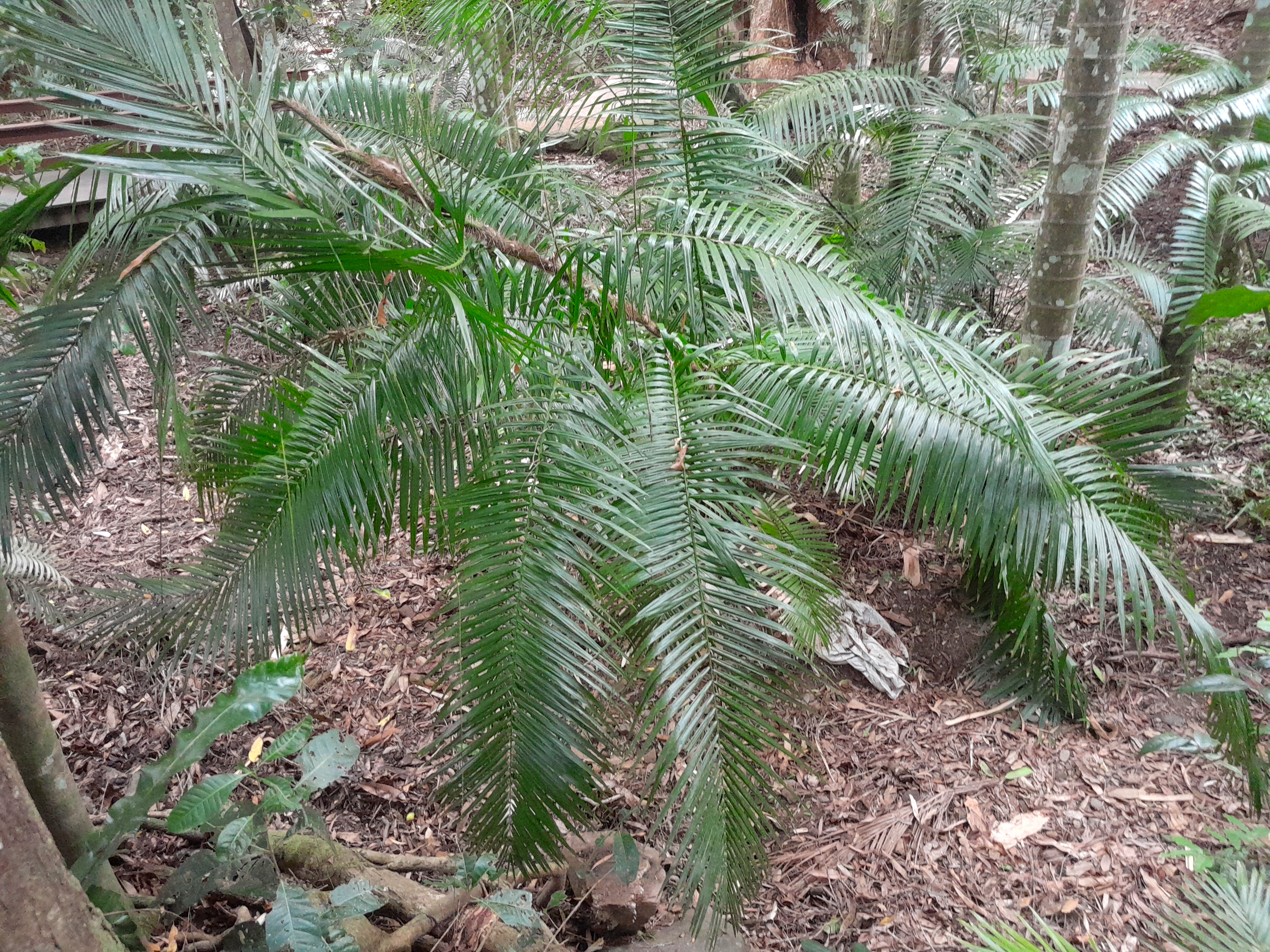
Calamus radicalis

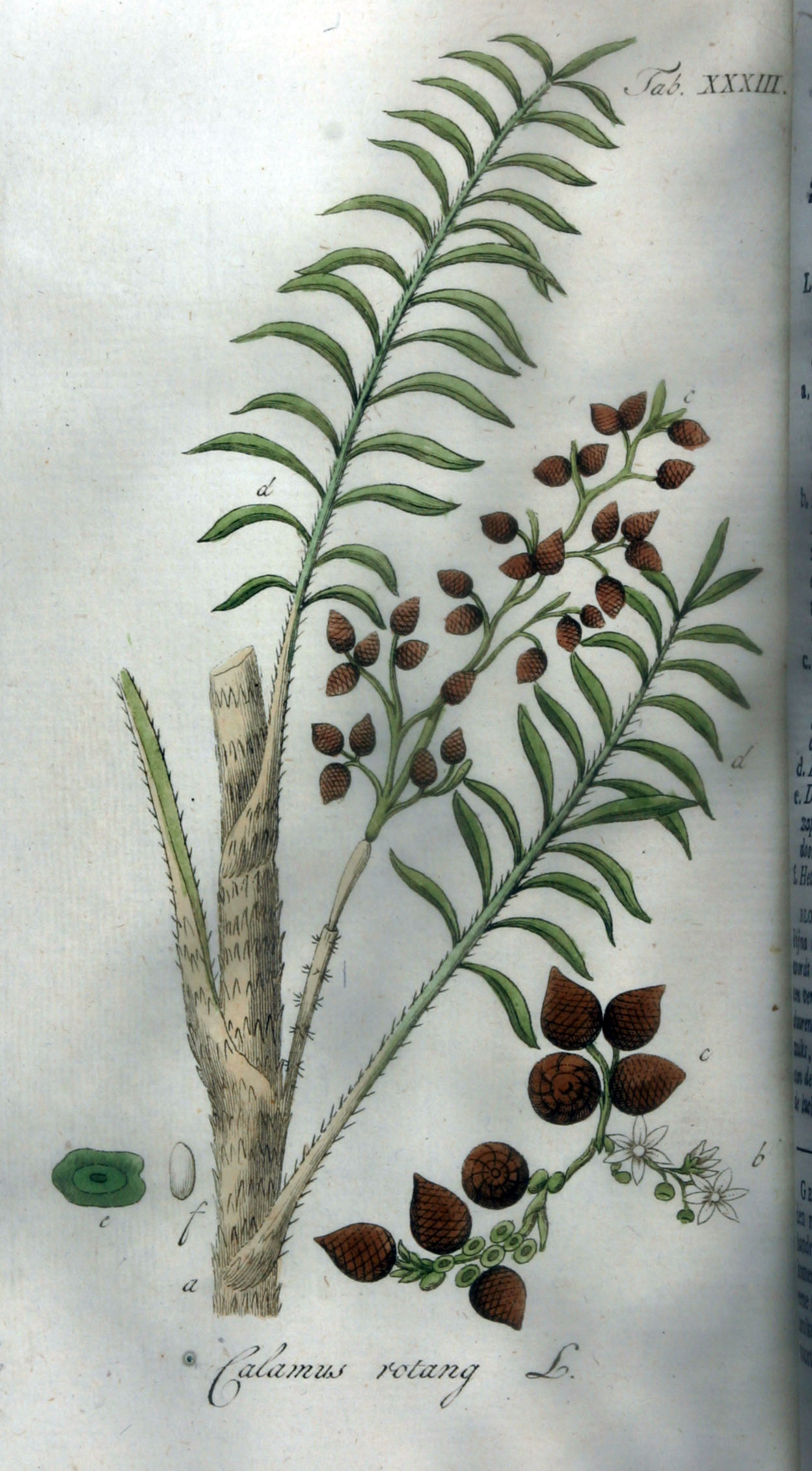
Illustration von Calamus rotang

## Habitus
Calamus-Arten s. str. sind äußerst variabel. Die meisten Arten sind kletternde Palmen, manche sind auch stammlos (acauleszent) oder aufrecht. Sie wachsen einzelstämmig oder mehrstämmig. Der Stamm besitzt kurze oder lange Internodien. Seitentriebe entstehen streng axillär.

### Blätter
Die Blätter sind gefiedert, selten zweiteilig (bifid). Manchmal besitzen sie eine endständige Ranke. Die Blattscheiden reißen bei den acauleszenten Arten auf. Im freien Bereich sind sie meist dicht bewehrt mit zerstreut oder wirtelig stehenden Stacheln. Bei der Art Calamus polystachys sind die Stacheln verschränkt und bilden derart Galerien, die von Ameisen besiedelt werden. An der Scheidenoberfläche befindet sich oft ein Indument. Eine Ochrea kommt häufig vor. Diese kann bei einigen Arten angeschwollen sein und Ameisen beherbergen. Ein Knie ist bei den meisten kletternden Arten vorhanden.
Arten, denen eine Ranke fehlt, besitzen häufig ein Flagellum: eine peitschenförmige Kletterhilfe, die aus einem sterilen Blütenstand hervorgegangen ist.
Ein Blattstiel kann fehlen oder gut ausgebildet sein. Er ist unterschiedlich bewehrt. Die Rhachis ist häufig mit entfernt stehenden Gruppen von rückwärts gerichteten Stacheln besetzt. Die Ranke ist, so vorhanden, ebenfalls mit rückwärts gerichteten Stacheln besetzt.
Die wenigen bis zahlreichen Fiederblättchen sind einfach gefaltet, ganzrandig (nur bei Calamus caryotoides ausgebissen), linealisch bis lanzettlich oder rhombisch. Die beiden endständigen Fiederblättchen können an ihren Innenrändern miteinander verwachsen sein. Die Fiederblättchen sind unterschiedlich mit Haaren, Borsten, Stacheln und Schuppen besetzt.

### Blütenstände
Calamus-Arten s. str. sind mehrmals blühend und zweihäusig getrenntgeschlechtig (diözisch). Die Blütenstände stehen axillär, sind aber mit dem Internodium und der Blattscheide des nächstfolgenden Blattes verwachsen. Männliche und weibliche Blütenstände ähneln einander, allerdings sind die männlichen meist in drei Ordnungen verzweigt, die weiblichen in zwei. Die Blütenstände sind häufig peitschenförmig, sehr selten können sie an ihrer Spitze Wurzeln schlagen und so neue vegetative Sprosse bilden. Ein Blütenstandsstiel fehlt oder kann vorhanden sein, manchmal ist er sehr lang. Er ist aufrecht oder hängend und unterschiedlich bewehrt. Das Vorblatt ist normalerweise unauffällig, zweikielig, röhrig, eng scheidig anliegend, unterschiedlich bewehrt oder unbewehrt. Selten ist es aufgeblasen, papieren oder lederig. Die Hochblätter an der Blütenstandsachse ähneln dem Vorblatt. Sie stehen eng, selten auch entfernt. Sie sind unterschiedlich bewehrt, meist röhrig und bleiben auch dann röhrig, wenn sie aufreißen. In der Achsel jeden Hochblattes entspringt ein Seitenzweig erster Ordnung oder eine Teilinfloreszenz. Diese ist häufig ein Stück mit der Blütenstandsachse verwachsen, selten bricht sie durch das Hochblatt durch. Die Seitenachse erster Ordnung trägt ein zweikieliges, röhriges Vorblatt und annähernd zweireihig (subdistich) stehende, röhrige Hochblätter, die unbewehrt oder verschieden bewehrt sind. In den Achseln stehen die Seitenachsen zweiter Ordnung, die meist mit der Seitenachse erster Ordnung ein Stück verwachsen sind. Die blütentragenden Achsen (Rachillae) sind innerhalb der Gattung sehr unterschiedlich ausgestaltet. Sie können ausladend oder sehr kurz und gedrängt sein. Sie tragen meist ein basales, zweikieliges Vorblatt und auffällige, meist distiche, röhrige Hochblätter mit dreieckigen Spitzen, die unterschiedlich bewehrt oder unbewehrt sind. Sehr selten stehen die Hochblätter gedrängt und spiralig. Bei den männlichen Blütenständen trägt ein Hochblatt eine einzelne männliche Blüte mit einer Brakteole, bei den weiblichen Blütenständen eine Triade aus zwei seitlichen weiblichen und einer zentralen sterilen männlichen Blüte.

### Blüten
Die männlichen Blüten sind symmetrisch. Der Kelch ist an der Basis röhrig, an der Spitze dreilappig. Die Krone ist meist länger als der Kelch und in drei valvate Lappen geteilt, mit Ausnahme der röhrigen Basis. Es sind sechs Staubblätter vorhanden, lediglich bei Calamus ornatus sind es zwölf. Sie stehen an der Mündung der Kronröhre. Die Filamente sind oft fleischig, manchmal abrupt verschmälert. Die Anthere sind medifix, kurz bis lang und latrors oder intrors. Das Stempelrudiment ist klein oder auch deutlich vorhanden. Der Pollen ist ellipsoidisch, bisymmetrisch und besitzt äquatorial liegende, disulcate Keimöffnungen. Die sterilen männlichen Blüten ähneln den fertilen, lediglich ihre Antheren sind leer.
Die weiblichen Blüten sind meist größer als die männlichen. Der Kelch ist röhrig und schwach dreilappig. Die Krone ist kaum länger als der Kelch. Die sechs Staminodien stehen epipetal, die Filamente sind frei oder bilden einen kurzen Ring, die Antheren sind leer. Das Gynoeceum besteht aus drei Fruchtblättern mit je einer Samenanlage. Es ist kugelig bis ellipsoidisch und mit nach unten weisenden Schuppen besetzt. Die drei Narben stehen apikal, sind fleischig, zurückgebogen und stehen manchmal an einem Schnabel. Die Fächer sind unvollständig. Die Samenanlage stehen basal und sind anatrop.

### Früchte und Samen
Die Frucht ist normalerweise einsamig, selten enthält sie zwei oder drei Samen. Die Narbenreste stehen apikal. Das Exokarp ist mit regelmäßigen Reihen von rückwärts gerichteten Schuppen besetzt. Das Mesokarp ist zur Fruchtreife meist dünn, ein Endokarp ist nicht ausdifferenziert. Der Samen besitzt eine dicke, süß, sauer oder adstringierend schmeckende Sarcotesta. Der innere Teil des Samens ist rundlich, gefurcht, winkelig oder scharf geflügelt. Das Endosperm ist homogen oder ruminat. Der Embryo steht basal oder lateral.

### Chromosomensätze
Die Chromosomenzahl ist 2n = 26.

## Verbreitung und Standorte
Die Gattung besitzt eine paläotropische Verbreitung: Eine Art kommt in den humiden Tropen Afrikas vor. Das weitere Areal reicht von Südindien und Ceylon über Burma und Südchina über den malaiischen Archipel bis Queensland in Australien und Fiji. Die größte Artenvielfalt erreicht sie im Gebiet der Sunda-Inseln, besonders auf Borneo. Ein zweites Vielfältigkeitszentrum befindet sich auf Neuguinea.
Die ökologischen Ansprüche sind sehr unterschiedlich. Allerdings kommen nur wenige Arten auf saisonal trockenen Standorten, wie etwa in Monsun-Wäldern vor, und in semiariden Gebieten fehlt die Gattung völlig. Einige Arten wie Calamus erinaceus kommen unter Mangroven-ähnlichen Bedingungen vor. Manche Arten haben sehr enge ökologische Anforderungen, wie etwa Sandstein oder ultrabasisches Gestein als Untergrund. Calamus-Arten kommen in Höhenlagen von Meeresniveau bis auf über 3000 Metern (so Calamus gibbsianus am Kinabalu) vor.

## Systematik
Die Gattung Calamus wurde 1753 von Carl von Linné in Species Plantarum, Tomus I, Seite 325 mit der Art Calamus rotang L. aufgestellt. Synonyme für  Calamus L.: Palmijuncus Rumph. ex Kuntze nom. illeg., Calospatha Becc., Cornera Furtado, Rotang Adans., Rotanga Boehm., Schizospatha Furtado, Zalaccella Becc., Ceratolobus Blume ex Schult. & Schult. f., Daemonorops Blume, Pogonotium J.Dransf., Retispatha J.Dransf.
Die Gattung Calamus gehört zur Subtribus Calaminae der Tribus Calameae in der Unterfamilie Calamoideae innerhalb der Familie Arecaceae. Die Gattung Calamus war im alten Umfang nicht monophyletisch, die anderen Gattungen der Subtribus kommen molekulargenetischen Kladogrammen zufolge innerhalb der Gattung Calamus zu liegen. Es gibt also nur noch die eine Gattung in dieser Subtribus.
Die Gattung Calamus umfasst Mitte 2020 etwa 516 Arten. Eine Artenliste findet sich in der POWO = Plants of the World Online der Royal Botanic Gardens, Kew.